# Rezolucja Rady Bezpieczeństwa ONZ nr 442
Rezolucja Rady Bezpieczeństwa ONZ nr 442 została przyjęta jednomyślnie 6 grudnia 1978 r.
Po przeanalizowaniu wniosku Dominiki o członkostwo w Organizacji Narodów Zjednoczonych, Rada zaleciła Zgromadzeniu Ogólnemu przyjęcie tego państwa do swojego grona.

## Źródło
- UNSCR - Resolution 442